# Horendonk FC
Horendonk FC is een Belgische voetbalclub uit Horendonk. De club is aangesloten bij de KBVB met stamnummer 4864 en heeft geel en blauw als kleuren.

## Geschiedenis
Horendonk FC sloot zich na de Tweede Wereldoorlog aan bij de Belgische Voetbalbond. De club ging er van start in de provinciale reeksen. Horendonk bleef met afwisselend succes in de laagste reeksen spelen.
Een laatste degradatie van de club naar Vierde Provinciale, het allerlaagste niveau, was in 2009, maar in 2011 promoveerde men weer naar Derde Provinciale. Enkele seizoenen later degradeerde het terug naar Vierde Provinciale, waar het momenteel nog steeds actief is.